# Тиравания, Риркрит
Риркрит Тиравания (Rirkrit Tiravanija, 1961, Буэнос-Айрес, Аргентина, живёт и работает в Нью-Йорке, США и Берлине, Германия) — современный художник.

## Образование
- Независимая образовательная программа Уитни, Нью-Йорк
- Школа Художественного института Чикаго
- Банфская центральная школа изящных искусств, Банф, Канада
- Колледж искусств Онтарио, Торонто, Канада

## Биография
Рикрит Тиравания родился в Буэнос-Айресе в тайской семье, вырос в Таиланде, Эфиопии и Канаде, учился в Чикаго, Нью-Йорке, Банфе и Торонто. Сейчас живёт между Берлином и Нью-Йорком, также проводит время в Таиланде.

## Творчество
- Работу Рикрита Тиравании трудно отнести к тому, что обычно называется визуальным искусством. Для Тиравании важно не то, что видит зритель, а то, что происходит между людьми. Работы Тиравании — сцена, предлагающая возможности для взаимодействия и участия. Он интегрирует поток жизни в музейное и галерейное пространство, фактически стирая разделение между искусством и жизнью. Инсталляции Тиравании включают реорганизацию галереи во временную кухню, в которой он готовит и общается с посетителями.
- Для Рикрита Тиравании искусство это то, что вы едите. Тайский художник стал знаменит в 1992, когда создал работу Без названия (1992) — перформанс, во время которого он убрал все из офиса Галереи 303 в Сохо и установил там самодельную кухню, укомплектованную холодильником, плитой, столами и табуретами. Затем Тиравания готовил тайский карри, любой желающий мог прийти и поесть бесплатно. Впоследствии Тиравания повторял это приготовление пищи как искусство по всему миру так часто, что в конце 1990-х он превратился в бренд — «счастливый тайский парень, который готовит».
- 1992 был временем, когда мир искусства переживал кризис, денег было мало, и художники вроде Тиравании начали комбинировать хеппенинги, перформансы, Джона Кейджа, Йозефа Бойса и панк. «Изм», в который Тиравания и другия были вовлечены, был назван «искусством взаимоотношений», которое до недавнего времени доминировало на международных выставках.
- В 1999 Тиравания построил в натуральную величину копию своей квартиры в галерее Gavin Brown. Инсталляция включала работающую кухню, спальню и ванную и была открыта 24 часа в день. Все лето люди жили, ели и проводили там время.
- На Биеннале в Ливерпуле в 2002 он показал Apartment 21 (Tomorrow Can Shut Up and Go Away) — инсталляцию, воссоздающую его нью-йоркскую квартиру с работающей ванной, кухней, спальней, гостиной и прилегающей территорией. Посетители приглашались выпить чай и поговорить.
- Тиравания выступил сокуратором Станции Утопии на Венецианской биеннале в 2003.
- Фильм Stories are Propaganda, созданный с Филипп Паррено, демонстрировался на Лионской биеннале в 2005. Он был снят в Гуанчжоу, самом урбанизированном районе Китая, и передаёт их скитания и мысли, задающие странный меланхоличный тон фильма. Фильм сделан из неподвижных кадров — тв-шоу, кролик-альбинос, снеговик из песка. Голос ребёнка за кадром вспоминает старые добрые времена «до того как капучино и суши и руккола стали глобальными, когда каждую секунду личность не была героем, до того как музыка стала саундтреком». В инсталляции устаревший признак кино, красный бархатный занавес, контрастирует с названием, которое как граффити нанесено прямо на занавес.
- В 2006—2007 Тиравания был куратором проекта Open City во Вьетнаме.

## Персональные выставки
- 2009 A long march, CAC Centro de Arte Contemporáneo Malága, Малага
- 2008 Rirkrit Tiravanija: Demonstration Drawings — The Drawing Center, Нью-Йорк
- 2008 Palm Pavilion. Rirkrit Tiravanija — kurimanzutto, Мехико
- 2008 Rirkrit Tiravanija — Artspace, Окленд
- 2006 Rirkrit Tiravanija — Demonstration Drawings — 1301PE, Лос-Анджелес
- 2006 Rirkrit Tiravanija — Galerie Chantal Crousel, Париж
- 2005 Rirkrit Tiravanija — «magazine station no. 4» 64 — Neugerriemschneider, Берлин
- 2005 Rirkrit Tiravanija — Serpentine Gallery, Лондон
- 2005 Une rétrospective (tomorrow is another fine day), Musée d´Art Moderne de la Ville de Paris, Париж
- 2003 Rirkrit Tiravanija — Ikon Gallery, Бирмингем
- 2002 RIRKRIT TIRAVANIJA — Wiener Secession, Вена
- 2002 Untitled, 2002 (the raw and the cooked) — Tokyo Opera City Art Gallery, Токио
- 2001 Rirkrit Tiravanija — 2001 (Passage Cosmo) — Center for Contemporary Art, CCA Kitakyushu, Kitakyushu
- 2001 Rirkrit Tiravanija — The two sons of Mönchengladbach — Städtisches Museum Abteiberg, Mönchengladbach
- 2001 Untitled 2001 (No fire no ashes) — Neugerriemschneider, Берлин
- 2001 Rirkrit Tiravanija — Portikus, Франкфурт
- 2000 Rirkrit Tiravanija — Two Untitled Photo Portfolios — 1301PE, Лос-Анджелес
- 1999 Rirkrit Tiravanija — A Trailer for a Film — 1301PE, Лос-Анджелес
- 1998 Rikrit Tiravanija — Galerie Micheline Szwajcer, Антверпен
- 1998 Dom-ino — Rirkrit Tiravanija — Galerie Chantal Crousel, Париж
- 1998 Rirkrit Tiravanija — Das soziale Kapital — Migros Museum für Gegenwartskunst, Цюрих
- 1997 Projects: Rirkrit Tiravanija — MoMA — Museum of Modern Art, Нью-Йорк
- 1996 Rirkrit Tiravanija — Rehearsal Studio No. 6 — Kunst Halle Sankt Gallen, St. Gallen
- 1996 Rirkrit Tiravanija : Untitled,1996 (one revolution per minute) — Le Consortium, Дижон

## Публичные коллекции
- Le Consortium, Dijon
- FRAC — Nord-Pas de Calais, Dunkerque
- FRAC — Lorraine, Metz
- FRAC — Languedoc-Roussilon, Montpellier
- Sammlung Boros, Berlin
- Villa Manin. Centro d’arte contemporanea, Codroipo (UD)
- Ellipse Foundation, Alcoitão
- Musac — Museo de Arte Contemporáneo de Castilla y León, Леон
- Migros Museum für Gegenwartskunst, Цюрих
- MIT List Visual Arts Center, Кэмбридж
- MOCA Grand Avenue, Лос Анджелес
- Exit Art, Нью-Йорк
- Solomon R. Guggenheim Museum, Нью-Йорк
- San Francisco Museum of Modern Art — SFMOMA, Сан Франциско